# 巴里·納貝
巴里·納貝（英語：Barry Nabeh）是西非國家甘比亞的城鎮，位於上河區桑杜縣。根據2009年所做的人口調查顯示，居住於巴里·納貝的總人口數量為171人。